# Hoohalli, Srinivaspur
Hoohalli là một làng thuộc tehsil Srinivaspur, huyện Kolar, bang Karnataka, Ấn Độ.